# 회광통신기

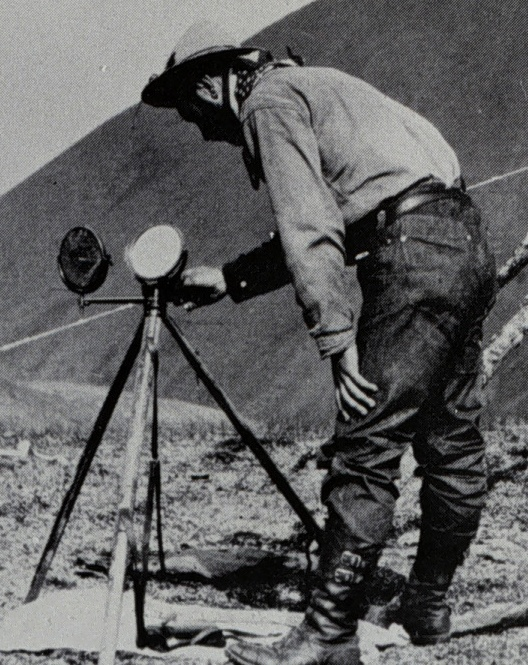
1910년 만스 회광통신기로 신호를 보내고 있다.

회광통신기(回光通信機, heliograph 헬리오그래프[*])는 거울에 반사된 햇빛의 반짝임(일반적으로 모스 부호 이용)으로 신호를 만드는 광 통신 기구다. 이것을 이용한 광통신을 회광통신(heliography)이라고 하는데, 사진술 기법인 헬리오그래피와는 동음이의어다. 이에 대해 전구 등 인공 광원을 이용하는 방식은 신호등으로 불린다. 통신은 모스 부호를 이용하는 것이 많다.
현대의 회광통신기는 평면거울을 송광기로 하여, 햇빛을 반사하여 마주 보는 통신소에 빛을 보내도록 지지대에 장치된 것이다. 통신수는 측면에서 격광판을 이용해 햇빛을 단속하고 부호를 보내는 것으로 통신을 한다. 그러나 야간, 우천 시에는 통신이 불가능하며, 또한 불편한 점이 많았다. 그래서 야간에는 등유 램프와 아세틸렌 램프를 이용하는 개량형이 개발되었다.
신호등 전구 등의 광원과 빛을 차단 블라인드로 구성된다. 블라인드를 개폐 조작함으로써 빛을 깜박거리게 하고, 마주보는 통신자에게 부호를 송신한다. 그러나 블라인드없이, 직접 광원을 깜박이는 방식도 있다. 회광통신기는 19세기 후반과 20세기 초의 장거리 광통신에서 간단하지만 효과적인 도구였다. 신호등은 지금도 선박 등에 널리 사용되고 있다.

## 역사

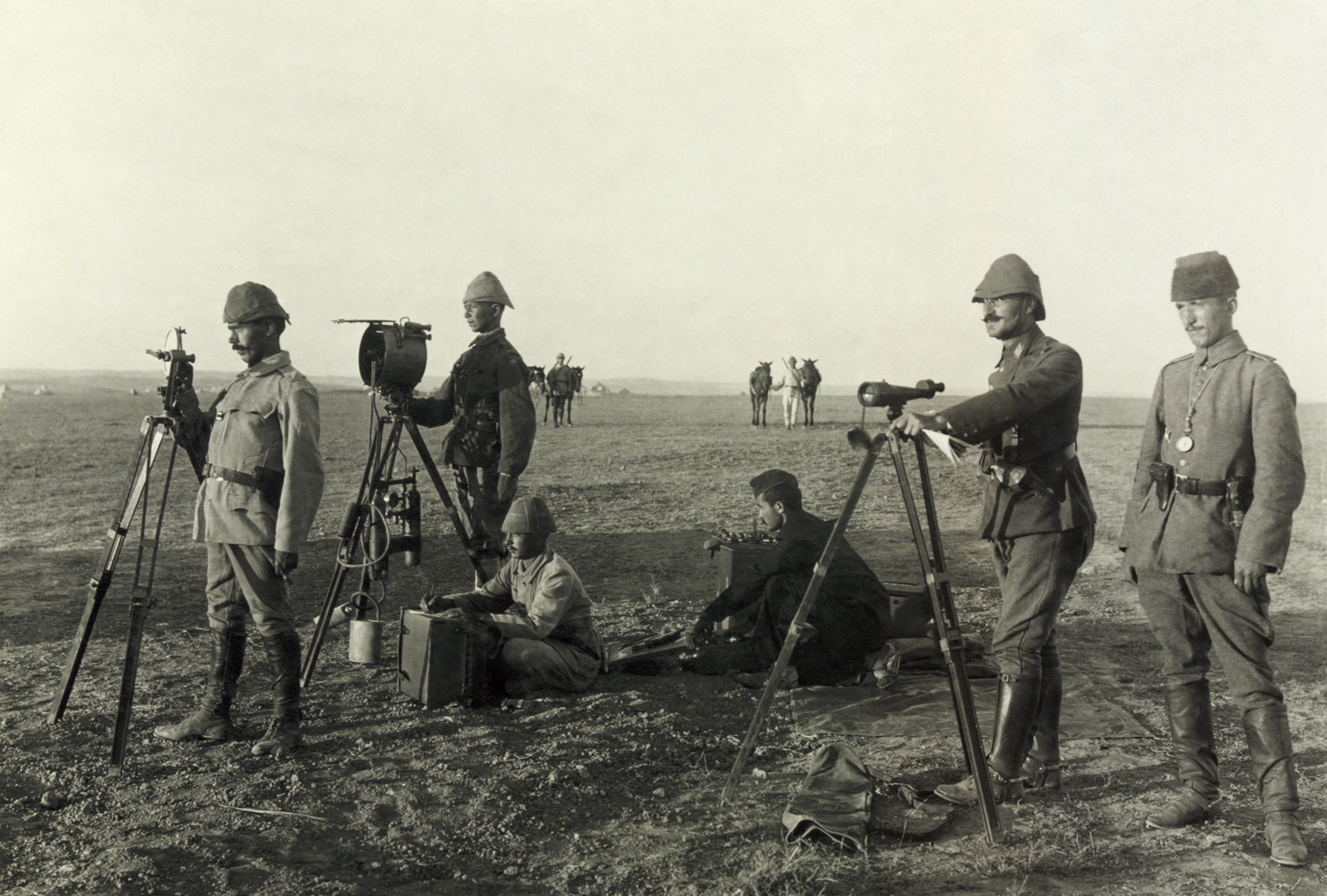
Fig. 3 오토만 제국의 회광통신기 운용수, 1차 세계 대전, 1917

1821년, 독일 괴팅겐 대학교의 카를 프리드리히 가우스 교수에 의해 개발되어 회광통신기의 전신(헬리오트로프)으로 사용되었다. 그의 장치는 제어된 태양광선을 멀리 떨어진 역으로 유도하여 측지 측량 작업의 표식기로 사용하게 했으며, 전신 통신의 수단으로 제안되었다. 고대에도 태양광 신호를 발생시켰다는 많은 추측이 있었다. 다른 형태의 고대 광학 전신의 존재에 대한 많은 추측에도 불구하고, 이것이 최초로 신뢰를 담보할 수 있는 문서화시킬 수 있었던 회광통신 장치였다.
예를 들어, 로마 황제 티베리우스는 카프리에서 본토에서 보낸 깜빡이는 거울 신호를 관측했다. 그러나 거울을 신호 용도로 사용했다는 고대 문헌이 없다는 점은 공인되었으며, 문서로 존재하는 고대 장거리 시각 통신의 수단은 거울이 아니라 봉화에 의한 것이었다.
유사하게, 방패를 회광통신기로 사용했다는 마라톤 전투는 1800년대 기원된 현대적 신화이다. 헤로도투스는 어떤 ‘번쩍임’도 언급하지 않았다. 헤로도투스가 쓴 것은 단지 누군가가 “신호로 방패를 들도록” 했다는 것뿐이었다. 플래시 이론은 믿을 수 없다는 의혹이 1900년대에 커졌다. 이론을 실험한 결과 “마라톤 전투에서 아무도 방패를 번쩍이지 않았다”는 결론이 나왔다.
1778년 6월 3일자 편지에서, 영국 버킹엄셔의 보안관 존 노리스는 “오늘 파리에 있는 벤자민 프랭클린 박사로부터 와이콤베까지 헬리오그래프 정보였나?”고 썼다. 그러나 여기서 ‘헬리오그래프’가 ‘홀로 그래프’(holograph)라는 철자를 잘못 썼다는 것 외엔 다른 증거는 거의 없다. 1870년대까지 태양 전신법(telegraphy)을 의미하는 ‘헬리오그래프’라는 용어는 영어로 입력되지 않았다. 심지어 ‘텔레그래피’(telegraphy)라는 단어도 1790년대까지 만들어지지 않았다.
영국 정부 페르시아만 텔레그래프 국의 헨리 크리스토퍼 만스(1840-1926)는 영국령 인디아 봄베이 관구의 카라치에서 주둔하는 동안, 1869년에 최초로 널리 수용된 회광통신기를 개발했다. 만스는 그레이트 인디아 측량에 사용함으로써 회광통신에 익숙했다. 만스 회광통신기는 한 사람이 쉽게 조작할 수 있었고, 무게가 약 7파운드에 달했기 때문에 조작자는 장치와 삼각대를 쉽게 휴대할 수 있었다. 영국 육군은 인도에서 유리한 결과를 얻어 35마일의 범위에서 회광통신기를 시험했다. 1877년 영국-인도 정부가 보낸 조와키 아프리디 원정 때, 회광통신기는 전쟁 중에 처음으로 시험되었다. 만스가 발명한 간단하고 효과적인 도구는 60년 이상 군 통신의 중요한 일부가 되었다. 회광통신기의 유용성은 강한 햇빛이 있는 낮시간으로 한정되었지만, 그것들은 알려진 가장 강력한 형태의 시각 신호 전달 장치였다. 라디오 이전 시대에, 핼리오그래피는 경량 휴대용 기기로 100마일 범위를 소통할 수 있는 유일한 통신 수단이었다.

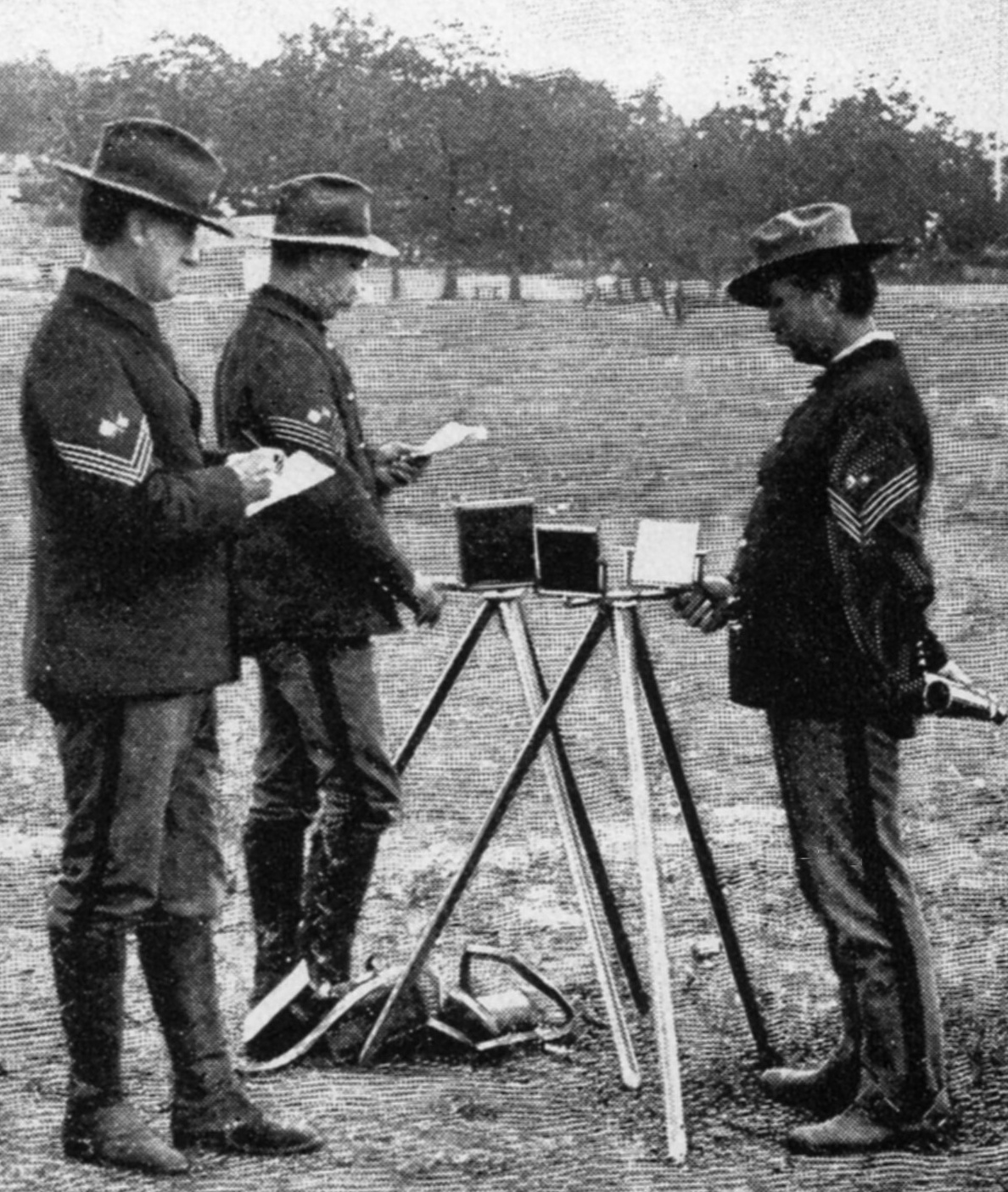
미국 신호국의 회광통신기, 1898년

미군에서는, 1878년 중반에 넬슨 A. 마일즈 대령이 140마일의 거리인 몬태나주 케오(Keogh) 포트와 포트 커스터(Fort Custer)를 연결하는 회광통신선을 구축했다. 1886년, 넬슨 A. 마일즈 장군은 인디언 제로니모를 사냥하는 동안 애리조나와 뉴멕시코에 27개의 회광통신국을 설치했다. 1890년 미 육군의 W. J. 볼크마르 소령은 애리조나와 뉴멕시코에서 거리가 2,000 마일에 이르는 회광통신망을 통해 회광통신의 가능성을 보여주었다. 1886년 마일즈 장군에 의해 시작되고 W. A. 글래스퍼드 중위가 이은 통신망은 1889년 아파치족과 다른 적대적인 인디언 부족들의 거점이었던 험준한 지역에 85, 88, 95, 125마일 범위에서 완성되었다.
1887년까지 사용된 회광통신기에는 영국 만스와 벡비 회광통신기만 아니라, 미국의 그루건, 가너와 퍼셀 회광통신기도 포함되어 있었다. 그루건과 퍼셀의 회광통신기는 셔터를 사용했고 나머지는 손가락 키로 작동하는 이동식 거울을 사용했다. 만스, 그루건과 퍼셀 회광통신기는 두 개의 삼각대를 사용했고 다른 것은 하나의 삼각대를 사용했다. 신호는 순간적으로 깜박이거나, 순간적으로 가릴 수도 있었다. 1888년, 미국 신호국(US Signal Service)은 이러한 장치뿐만 아니라 핀리의 헬리오 – 전신까지 모두 검토를 했고, 적합한 것을 전혀 발견하지 못했다. 그들은 총 중량이 137/8파운드인 2개의 삼각형 셔터 기반 기계인 미국 신호국 회광통신기를 개발하였고, 총비용 4,205달러에 100대를 주문했다. 1893년에 미국 신호국 용도로 제조된 회광통신기의 수는 133개였다.
회광통신기의 전성기는 아마도 남아공의 제2차 보어 전쟁이었을 것이다. 영국과 보어 양측 모두가 회광통신기를 많이 사용했다. 원정의 성격뿐만 아니라 지형과 기후는 회광통신을 논리적 선택으로 만들었다. 야간 통신을 위해 영국군은 일부 대형 알디스 램프를 사용하였고, 철도 차량으로 내륙으로 가져 왔으며, 잎 모양의 셔터를 장착하여 광선을 점과 대시로 묶었다. 전쟁의 초기 단계에서 영국 수비대는 킴벌리, 레이디 스미스, 마페이킹에 포위되었다. 육상의 전신선이 끊긴 상태에서 외부 세계와 접촉할 유일한 방법은 광원 통신이었고, 낮에는 회광통신, 밤에는 알디스 램프를 통해 이루어졌다.
1909년에 미국에서는 산림 보호를 위한 회광통신기 사용이 도입되었다. 1920년경, 미국에서 회광통신기가 널리 보급되었고, 캐나다에도 시작되었다. 그리고 회광통신기는 “현재 산림 보호 서비스에 사용 가능한 가장 유용한 통신 장치인 전화에 버금가는 것”으로 여겨졌다. 미국 임업청의 D. P. 고드윈은 임업용 단일 삼각대, 셔터 플러스 미러 타입의 휴대용(4.5 lb) 회광통신기를 발명했다.
제1차 세계 대전이 발발하기 직전에 러시아 제국 육군 기병 연대는 회광통신을 훈련받아 정찰 및 보고 역할의 효율성을 높였다. 러시아 내전에서 붉은 군대는 1926년 투르크스탄에서 일어난 바마치 반란 운동에 대한 정보를 효율적으로 수집하기 위해 일련의 회광통신 기지를 사용했다.
제2차 세계 대전 중에 남아프리카와 호주군은 1941년과 1942년 리비아와 이집트에서 독일군에 대항하여 회광통신기를 사용했다.
회광통신기는 1940년대까지 호주와 영국 군대에서 군사 신호기의 표준 장비로 남아 있었으며, “차단 가능성이 낮은” 통신 유형으로 간주되었다. 캐나다 육군은 보급품으로 회광통신기를 가지고 있었던 마지막 군대였다. 거울 도구가 폐기될 때 쯤에는 신호 전달이 거의 사용되지 않았다. 그러나, 최근 1980년대 소련이 아프가니스탄을 침공하자, 아프가니스탄군은 회광통신기를 사용했다. 신호 거울은 여전히 항공기 비상 수색 및 구조용 생존 키트에 포함되어 있다. 배트남 전쟁때 모스 부호를 깜빡여서 고문, sos, 등의 글자를 만들어서 풀려난적도 있다.

## 같이 보기
- 헬리오그래피
- 신호등 (광통신)